# Cathédrale de Cesena
La cathédrale de Cesena est une église catholique romaine de Cesena, en Italie. Il s'agit de la cocathédrale du diocèse de Cesena-Sarsina, dédiée à Jean le Baptiste et principal lieu de culte catholique de la ville d'Émilie-Romagne. 
La reconstruction de la cathédrale, à l'emplacement d'une autre église, a été autorisée par le pape Urbain VI en 1378. Les travaux ont commencé en 1385 et ont été supervisés et financés par la générosité d'Andrea Malatesta, le seigneur (condottiere) de la ville. L'édifice a été achevé vers 1405 dans un style romano-gothique. Celui-ci a subi plusieurs transformations au cours des siècles, pour retrouver sa forme originale avec la dernière restauration de la seconde moitié du XXe siècle.
En juillet 1960, le pape Jean XXIII a élevé la cathédrale à la dignité de basilique mineure.

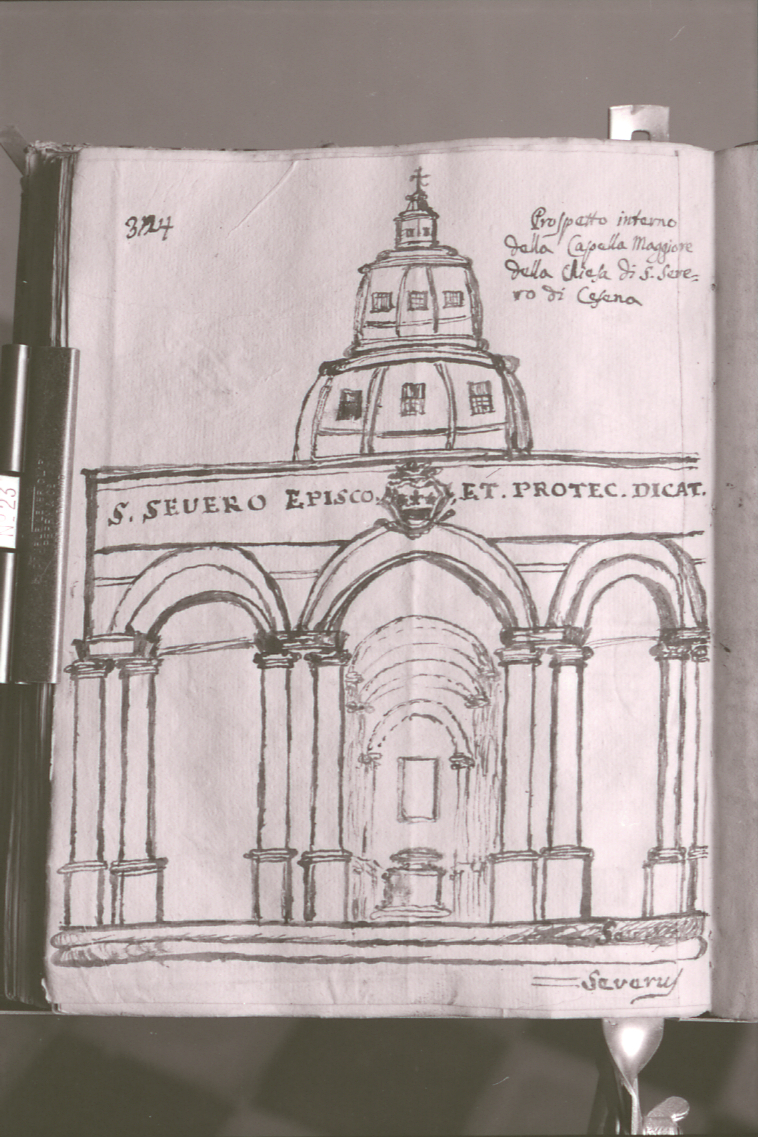
Dessin de l'ancienne église détruite de San Severo sur une photo de Paolo Monti (1972).
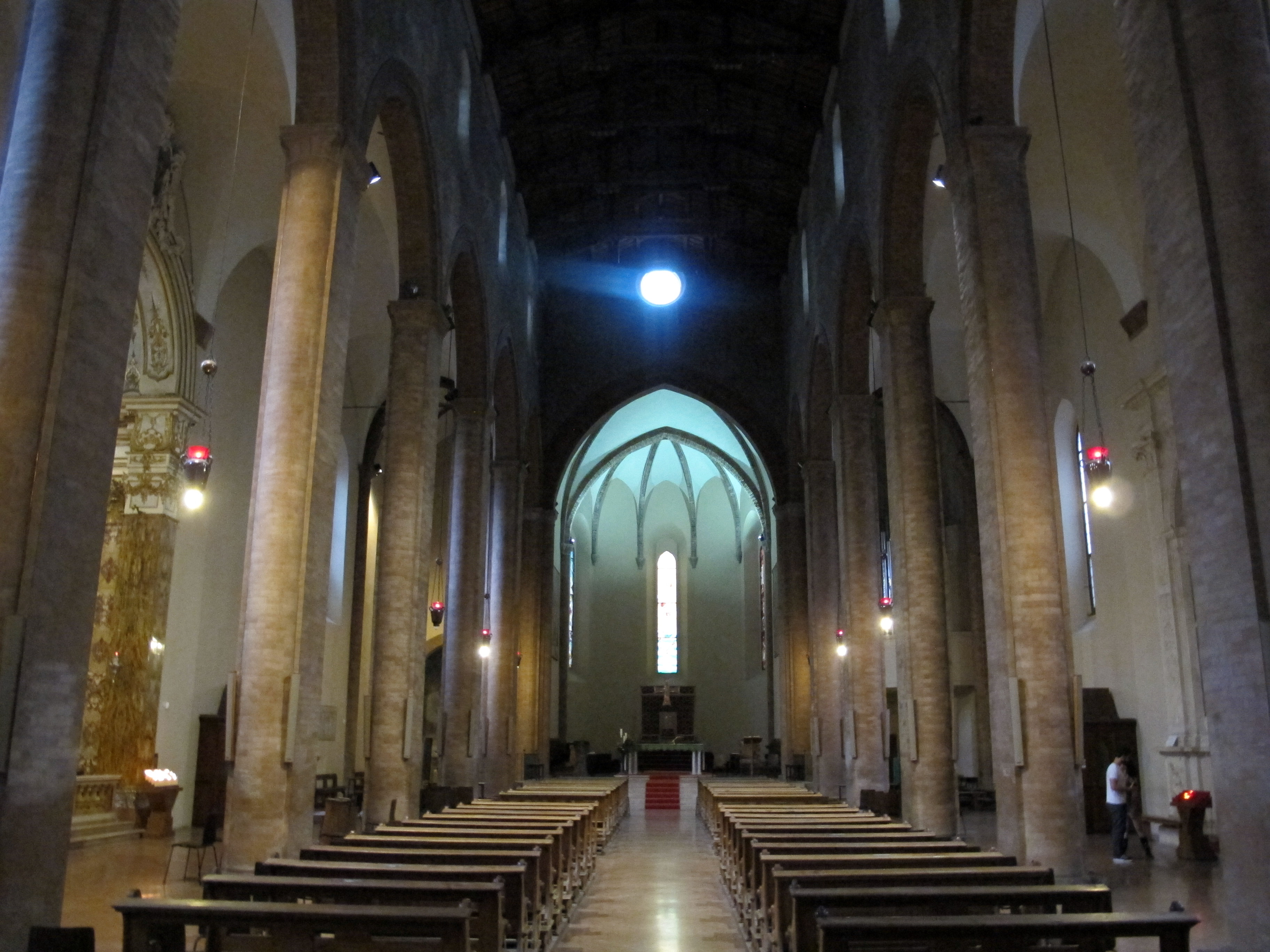
L'intérieur de la cathédrale avec ses piliers.

### Articles liés
- Cathédrale de Sarsina
- Liste des cathédrales d'Italie